# Alberto Malesani
Alberto Malesani (Verona, 5 de junho de 1954) é um ex-futebolista e atualmente treinador italiano.

## Carreira
Malesani nasceu em Verona, no distrito de San Michele Extra. Iniciando nas categorias de base do Audace S. Michele e em seguida, no Vicenza, onde ficou num curto espaço de tempo, até voltar a equipe Audace S. Michele, onde jogou profissionalmente, pouco tempo, mas iniciou-se cedo como treinador de futebol, como treinador das categorias de base do Chievo, até anos depois estrear como treinador principal, nesta mesma equipe.
Logo em seguida treinou a Fiorentina, Parma, Verona, Modena. Foi para a Grécia, onde treinou o Panathinaikos FC, retornou a Itália, onde treinou a Udinese, Empoli, Siena, e anteriormente esteve no Bologna. Em junho de 2011, foi anunciado como novo comandante do Genoa, caindo meses depois, após maus resultados, mas em abril de 2012, retornou ao comando do time.

## Títulos
Parma
- Coppa Italia 1998-99
- Supercoppa Italiana - 1999
- Copa da UEFA: 1998-99